# Моджейді
Моджейді́ — невеликий гористий острів в Червоному морі в архіпелазі Дахлак, належить Еритреї, адміністративно відноситься до району Дахлак регіону Семіен-Кей-Бахрі. Крайній східний острів архіпелагу.

## Географія
Розташований на схід від острова Аукан. Має неправильну форму з довгим вузьким піщанистимм півостровом на південному заході, який закінчується піщаними косами. Довжина острова до 2,5 км, ширина до 1,5 км, півострів довжиною 2 км і шириною до 400 м. Разом із сусідніми островами Моджейді вільний від коралових рифів.